# ヘラー (企業)
ヘラー（HELLA GmbH & Co. KGaA）とは、ドイツのリップシュタットに本拠地を置く大手自動車部品メーカーである。日本法人はヘラージャパン株式会社。

## 概要
1899年創業。サリー・ウィンドミュラー（Sally Windmüller）によって「Westfälische Metall-Industrie Aktien-Gesellschaft（ヴェストファーレン金属工業株式会社、WMI）」が設立され、自動車、馬車用のアセチレンヘッドランプ、ホーンなどを製造・販売していた。1936年からはKdFワーゲン用のヘッドライトを供給した。
「HELLA」の名称は1908年からヘッドランプの商標として使われ始め、1986年に社名として採用される。名前の由来は定かではないが、ウィンドミュラーの妻ヘレンのニックネームに敬意を表して付けられた説が有力とのこと。
2023年7月現在では世界35か国に合計125社の拠点を持ち、2022年のグループ売上は44億ユーロであった。このうち48％がライティング事業、39％がエレクトロニクス事業、13%がライフサイクル事業を占める。
2021年にフランスの自動車部品メーカーであるフォルシアに買収され、新グループ「フォルビア（Forvia）」傘下の企業となった。フォルビアグループ全体では世界7位の自動車部品サプライヤーとなる。

## 製品
ヘラーの事業部門はライティング部門、エレクトロニクス部門、ライフサイクルソリューション部門の3つに分類される。

### ライティング
創業から現在まで続く事業で、ヘッドライト・リヤライト・車内照明といったライト本体だけでなく、アダプティブ・フロントライティング・システム、マトリックスLEDヘッドライトシステムなどのライティングシステムの事業も手掛ける。2001年からスタンレー電気とのパートナーシップ結んでおり、2002年には両社の対等出資によるHella-Stanley Holding Pty Ltd（HESA）がメルボルンに設立された。
2017年にはアウディ・A8向けにデジタルマトリックスLEDヘッドライト、OLEDリヤコンビネーションライト、車内照明を含めた新しい照明システムの提供を開始した。

### エレクトロニクス
1965年から車載用エレクトロニクスの販売を開始し、2023年時点ではセンサー、レーダー、DC/DCコンバーター、冷却水バルブアクチュエータ、ターボ用アクチュエータなどの製品を販売している。2017年からはZF・NVIDIAと提携して自動運転システムの開発を進めている。
また、電動化の普及を見据えてEV向けサーマルマネジメント製品の開発も進められており、2022年にはバルブ・電動ポンプ・リザーバータンク・センサー等を1つのパッケージに統合したサーマルマネジメントシステムを新開発し、自動車メーカーからの受注を獲得した。

### ライフサイクルソリューション
アフターマーケット、自動車工場向け製品として自動車用ランプ、ホーン、ワイパーブレード、また緊急車両・建機など特殊車両向け製品として回転灯などを製造・販売している。

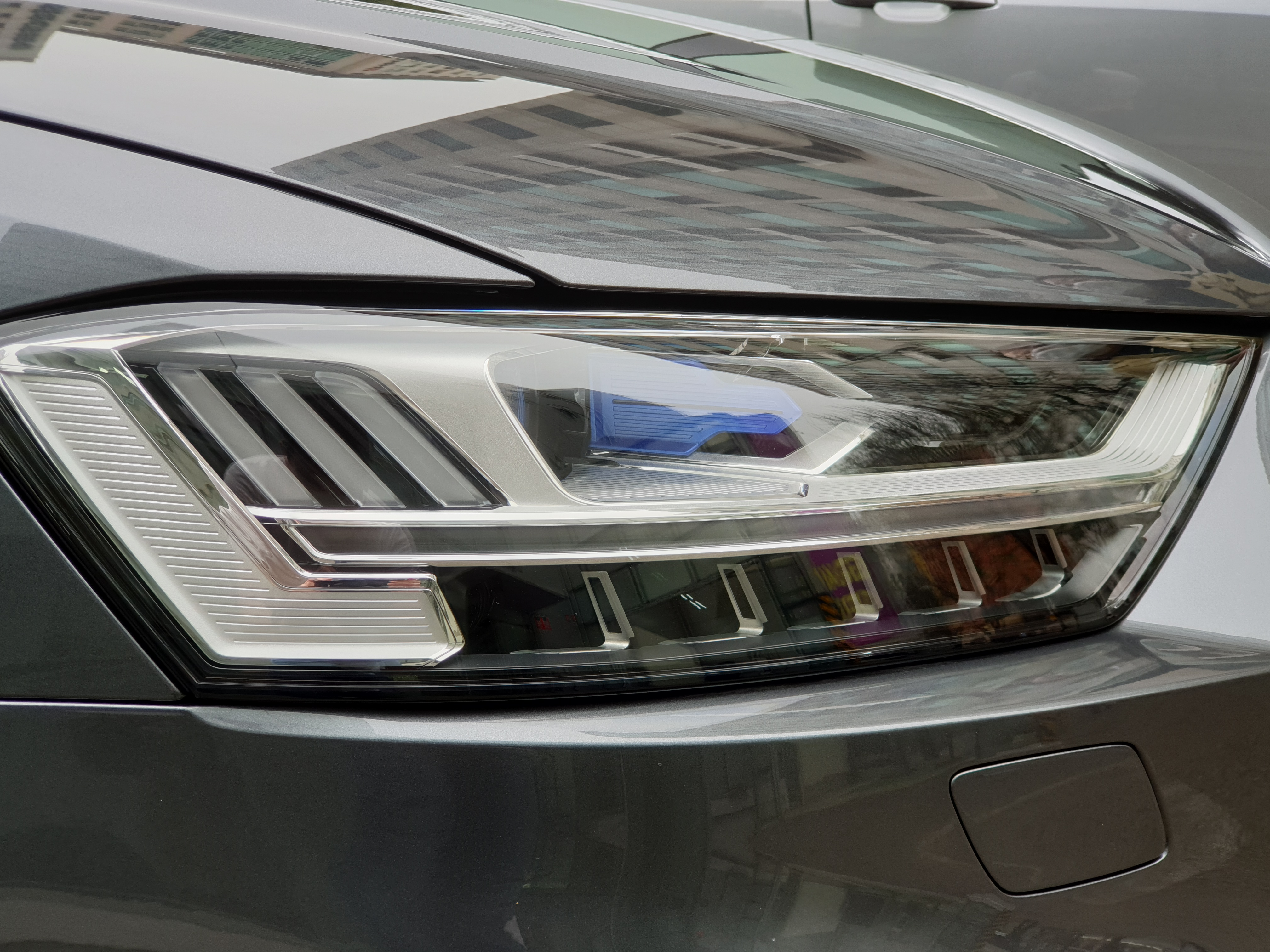
マトリックスLEDヘッドライト
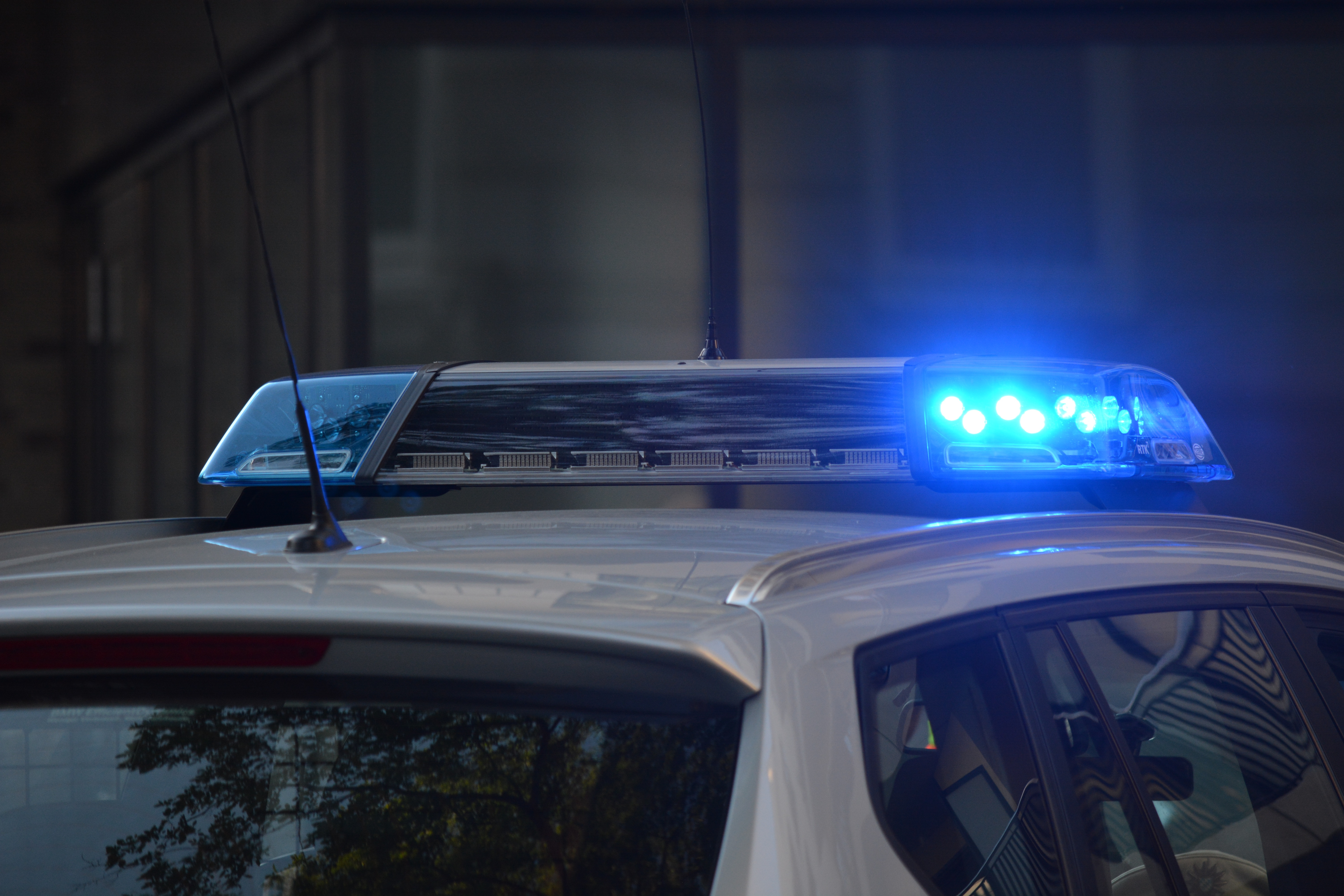
ルーフ用LED回転灯
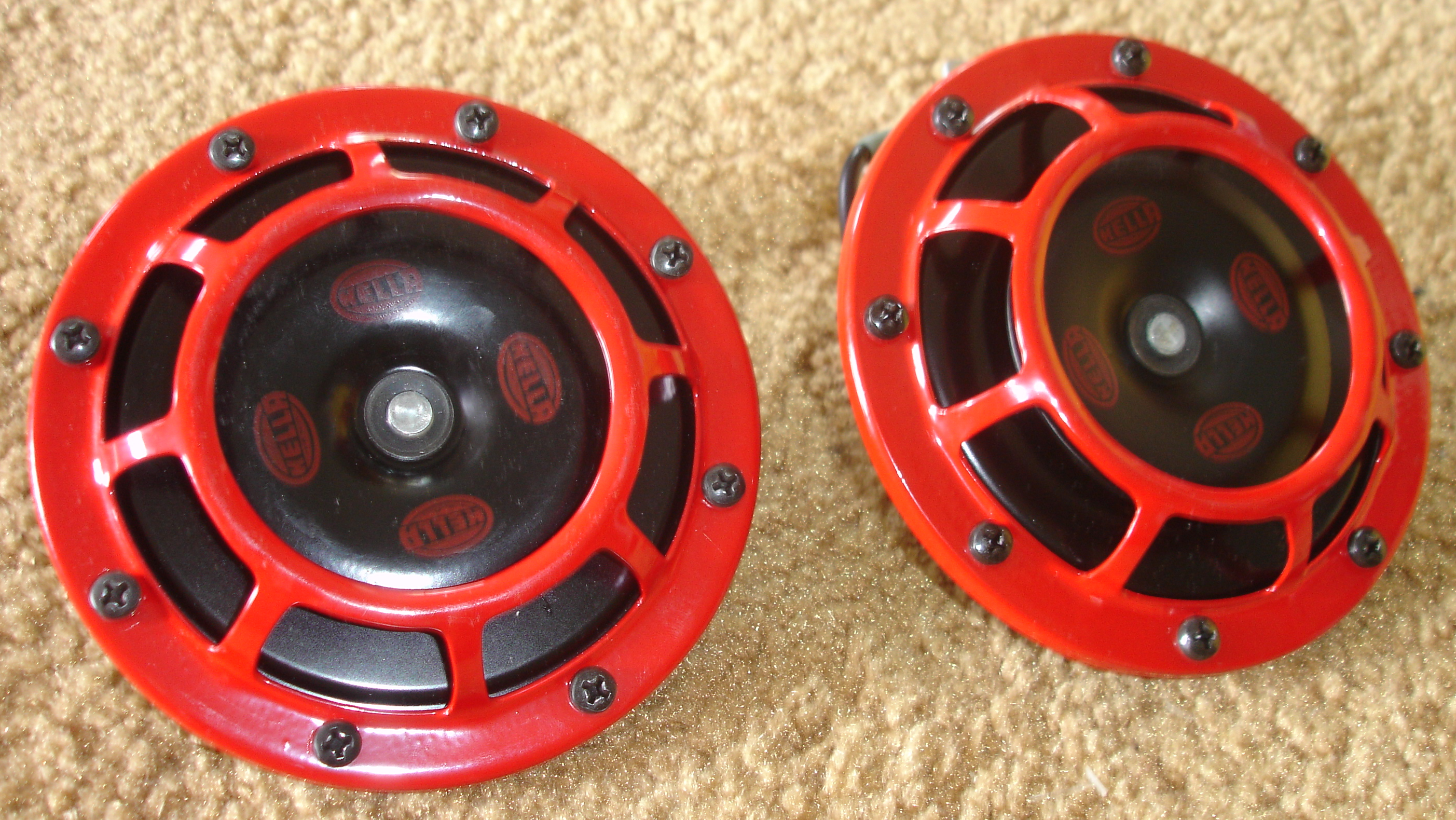
ホーン
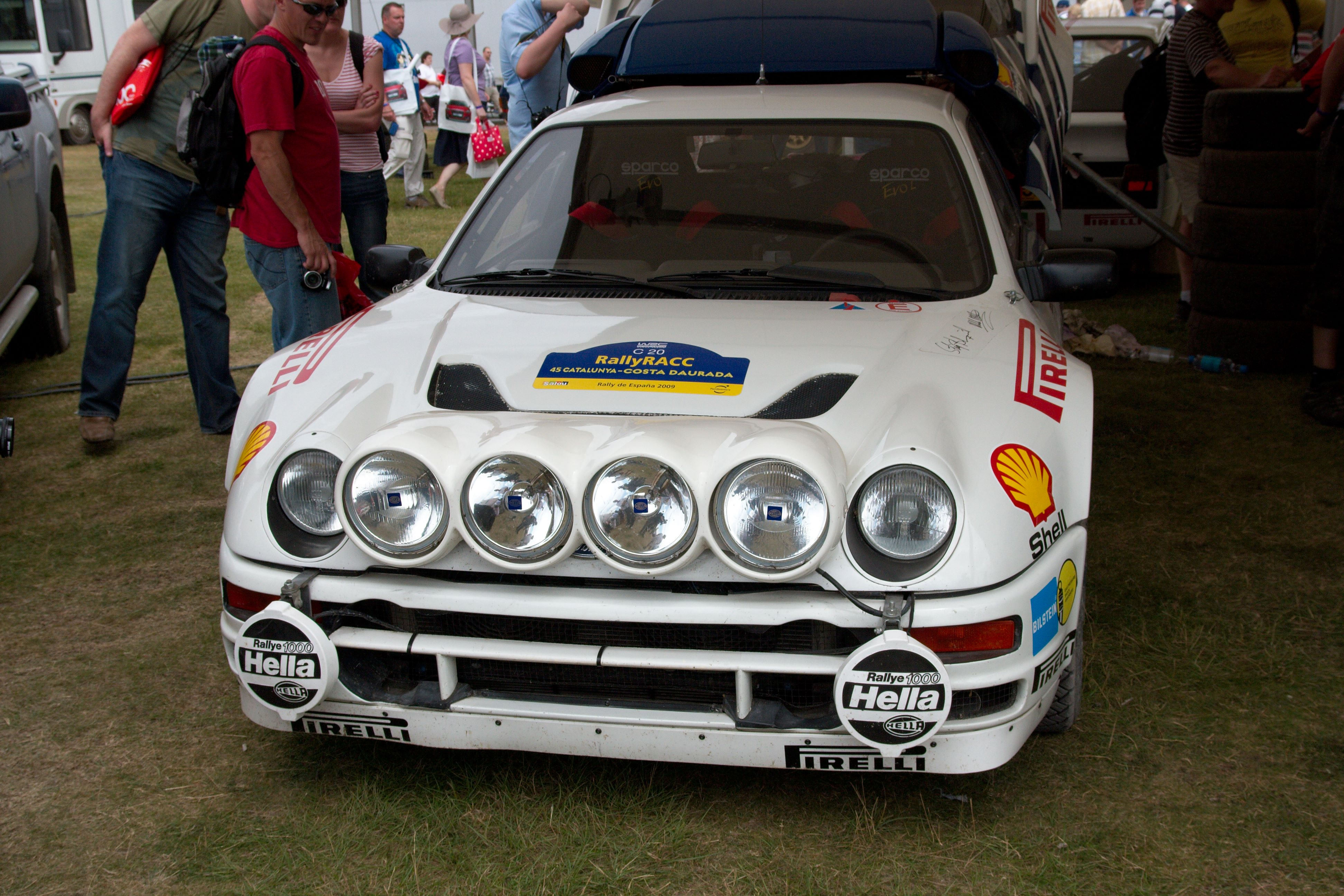
フォード・RS200に搭載されたライト

## 沿革
- 1899年 - リップシュタットに「ヴェストファーレン金属工業株式会社」を設立
- 1936年 - KdFワーゲン用ヘッドライトの供給を開始。
- 1961年 - 初の海外拠点を設立。
- 1965年 - 初のエレクトロニクス製品の販売を開始。
- 1984年 - 年間売上高が100万ドイツマルクを初めて突破する。
- 1986年 - 社名を「HELLA KG Huck & Co.」に変更。
- 1990年 - 全世界の従業員数が2万人を突破。
- 2006年 - ヘラージャパン株式会社を設立。
- 2008年 - フルLEDヘッドランプの販売を開始。
- 2013年 - アウディ・A8向けに世界初のマトリックスLEDヘッドライトの販売を開始。
- 2014年 - フランクフルト証券取引所に上場。
- 2017年 - ダイムラー・サプライヤー賞を受賞。
- 2022年 - フォルシアによる買収が完了してフォルビアグループ傘下となる。